# Rinkai!
Rinkai! (japanisch リンカイ！) ist ein japanisches Medienfranchise. Eine Manga-Serie von Kiyoshi Yamane mit dem Titel Rinkai! Azalea wurde im April 2024 im „Manga Bang!“-Dienst von Amazia veröffentlicht. Eine Adaption als Anime-Fernsehserie von TMS Entertainment wurde von April bis Juni 2024 ausgestrahlt.

## Handlung
Rinkai! beleuchtet die Welt des Frauen-Keirins, einer Form des Bahnradsports, die in Japan nach dem Zweiten Weltkrieg eingeführt wurde. Obwohl der organisierte Wettbewerb nach 15 Jahren eingestellt wurde, erlebt der Sport durch die Einführung der Rinkai! Liga eine Wiederbelebung. Die Geschichte folgt Izumi Itō, einer Oberschülerin, die eine Leidenschaft für das Radfahren entwickelt hat. Nach dem Besuch eines Rennens, bei dem die besten weiblichen Radrennfahrerinnen gegeneinander antreten, beschließt sie, gemeinsam mit ihren Freundinnen selbst Radrennfahrerin zu werden. Auf ihrem Weg trifft sie auf ihre Rivalin, das Genie Nana Hiratsuka.

## Manga
Die Manga-Serie mit dem Titel Rinkai! Azalea wurde von Kiyoshi Yamane geschrieben und begann ihre Serialisierung am 9. April 2024 auf Amazias Manga-Bang!-Plattform.

## Anime
Die Anime-Serie wurde von TMS Entertainment produziert und unter der Regie von Takaaki Ishiyama umgesetzt, mit Hideki Shirane als Drehbuchautor. Die Serie wurde vom 9. April bis zum 25. Juni 2024 auf den Sendern Tokyo MX und BS Fuji ausgestrahlt und umfasst insgesamt 12 Episoden. Die Plattform Animation Digital Network veröffentlicht die Serie international per Streaming, unter anderem mit deutschen Untertiteln. 
Die Musik der Serie komponierten Shuichiro Fukuhiro, Yoshihei Ueda und Mana Hirano. Das Vorspannlied ist Windshifter von Rico Sasaki und der Abspann ist unterlegt mit Override!.

### Synchronisation
| Rolle            | Japanische Stimme (Seiyū) |
| ---------------- | ------------------------- |
| Izumi Itō        | Umino Kawamura            |
| Nana Hiratsuka   | Azusa Aoi                 |
| Miko Yahiko      | Rena Hasegawa             |
| Sachi Nagoya     | Saika Kitamori            |
| Kinusa Takamatsu | Riho Sugiyama             |
| Ai Kumamoto      | Minami Hinata             |